# James Ramsay Hunt
James Ramsay Hunt (ur. 1872 w Filadelfii, zm. 22 lipca 1937 w Katonah, New York) – amerykański lekarz, neurolog.
Ukończył University of Pennsylvania School of Medicine w 1893 roku. Następnie wyjechał do Europy, gdzie w Paryżu, Wiedniu i Berlinie specjalizował się w neurologii. Po powrocie do Nowego Jorku praktykował jako neurolog w Cornell University Medical School, gdzie w latach 1900–1910 jego współpracownikiem był Charles Loomis Dana. Zajmował się schorzeniami prążkowia i zaburzeniami pozapiramidowymi. Pracował jako lekarz konsultant (consulting physician) w wielu nowojorskich szpitalach, w 1924 roku został profesorem neurologii Columbia University College of Physicians and Surgeons.
Podczas I wojny światowej służył w stopniu podporucznika i później podpułkownika w Army Medical Corps, m.in. na froncie francuskim.
Jego żoną była pochodząca z Chicago Alice St. John Nolan, mieli dwoje dzieci: Jamesa Ramsay Hunta Jr. i Alice St. John Hunt.